# Агонтано
Агонтано (італ. agontano) або гроссо агонтано (італ. grosso agontano) — монета, яка карбувалась італійською морською Анконською республікою з XII по XVI століття під час її золотого віку. Це була срібна монета діаметром 18-22 мм і вагою 2,04-2,42 грама, приблизно еквівалентна вартості міланського сольдо.

## Походження
Перші повідомлення про середньовічне карбування монет в Анконі з'явилися в XII столітті, коли незалежність міста зросла, і воно почало карбувати монети без імперського чи папського контролю. Згідно з деякими традиційними уявленнями, місто почало карбувати валюту за згодою Візантійської імперії, дотримуючись вірності, продемонстрованої під час облоги 1173 року, що також призвело до придбання містом свого прапора із золотим хрестом на червоному полі. Ця історія може бути сумнівною, оскільки записи про неї пізні та не підтверджені сучасними джерелами.
Монета гроссо агонтано мала великий успіх, і її тип наслідували в інших містах Марке, а також в Емілії-Романьї, Тоскані, Лаціо та Абруццо. Наприклад, монети Масса-Мариттіми, Равенни, Ріміні, Вольтерри, Пезаро і Феррари показують помітний вплив анконських монет.

## Золоте Агното
Пізніше й менш відомо Анконська республіка почала карбувати золоту монету агното, також відому як Анконський дукат. Зразки цієї монети збереглися з XV і XVI століть, аж до втрати містом незалежності в 1532 році.

## Зовнішній вигляд
На аверсі Агонтано зображено хрест, обведений колом, навколо якого напис DE ANCONA. На реверсі зображено святого Киріака, захисника міста, в костюмі грецького єпископа.  Фігура святого розриває коло, що охоплює решту тіла і над яким напис PPS QUIRIACUS.